# UEFA Super Cup 1987
De UEFA Super Cup 1987 bestond uit twee voetbalwedstrijden die gespeeld werden in het kader van de UEFA Super Cup. De wedstrijden vonden plaats tussen de winnaar van de Europacup I 1986/87, FC Porto, en de winnaar van de Europacup II 1986/87, AFC Ajax, op 24 november 1987 en 13 januari 1988.
De eerste wedstrijd werd in Olympisch Stadion gespeeld en eindigde in een 0-1-overwinning voor Porto. Later eindigde de tweede wedstrijd, in het Estádio das Antas, weer in een 1-0-overwinning voor Porto.
Wedstrijddetails
|                        |      |               |          |                                                                                                |
| 24 november 1987 20:15 | Ajax | 0 – 1         | FC Porto | Olympisch Stadion, Amsterdam Toeschouwers: 22.611 Scheidsrechter: Robert Valentine (Schotland) |
| 24 november 1987 20:15 |      | 5' Rui Barros |          | Olympisch Stadion, Amsterdam Toeschouwers: 22.611 Scheidsrechter: Robert Valentine (Schotland) |

| Ajax | Porto |

| Ajax:          |                   |     |
|                |                   |     |
| GK             | Stanley Menzo     |     |
| RB             | Frank Verlaat     |     |
| CB             | Danny Blind       |     |
| LB             | Aron Winter       | 68' |
| RM             | Rob Witschge      |     |
| CM             | John van 't Schip |     |
| CM             | Jan Wouters       |     |
| CM             | Arnold Mühren     | 46' |
| LM             | Ally Dick         |     |
| CF             | Dennis Bergkamp   |     |
| CF             | John Bosman       |     |
| Wisselspelers: |                   |     |
| MF             | Richard Witschge  | 46' |
| MF             | Ronald de Boer    | 68' |
| Coach:         |                   |     |
| Johan Cruijff  |                   |     |

| FC Porto:      |                      |     |
|                |                      |     |
| GK             | Józef Młynarczyk     |     |
| RB             | João Pinto           |     |
| CB             | Augusto Inácio       |     |
| CB             | Geraldão             |     |
| LB             | António Lima Pereira |     |
| RM             | António André        |     |
| CM             | António Frasco       | 84' |
| CM             | Jaime Magalhães      |     |
| LM             | António Sousa        |     |
| CF             | Rui Barros           |     |
| CF             | Fernando Gomes       |     |
| Wisselspelers: |                      |     |
| MF             | Quim                 | 84' |
| Coach:         |                      |     |
| Tomislav Ivić  |                      |     |

|                 |           |       |      |                                                                                                 |
| 13 januari 1988 | FC Porto  | 1 – 0 | Ajax | Estádio das Antas, Porto Toeschouwers: 50.000 Scheidsrechter: Aron Schmidhuber (West-Duitsland) |
| 13 januari 1988 | Sousa 70' |       |      | Estádio das Antas, Porto Toeschouwers: 50.000 Scheidsrechter: Aron Schmidhuber (West-Duitsland) |

| Porto | Ajax |

| FC Porto:      |                      |     |
|                |                      |     |
| GK             | Józef Młynarczyk     |     |
| RB             | João Pinto           |     |
| CB             | Augusto Inácio       |     |
| CB             | Geraldão             |     |
| LB             | António Lima Pereira |     |
| RM             | António André        |     |
| CM             | Fernando Bandeirinha | 83' |
| CM             | Jaime Magalhães      |     |
| LM             | António Sousa        |     |
| CF             | Rui Barros           |     |
| CF             | Fernando Gomes       | 89' |
| Wisselspelers: |                      |     |
| MF             | José Semedo          | 83' |
| FW             | Jorge Plácido        | 89' |
| Coach:         |                      |     |
| Tomislav Ivić  |                      |     |

| Ajax:          |                   |            |
|                |                   |            |
| GK             | Stanley Menzo     |            |
| RB             | Peter Larsson     |            |
| CB             | Danny Blind       |            |
| LB             | Danny Hesp        |            |
| RM             | John van 't Schip |            |
| CM             | Aron Winter       |            |
| CM             | Jan Wouters       | Kreeg geel |
| CM             | Arnold Mühren     |            |
| LM             | Rob Witschge      | 64'        |
| CF             | Dennis Bergkamp   | 81'        |
| CF             | John Bosman       |            |
| Wisselspelers: |                   |            |
| FW             | Bryan Roy         | 64'        |
| FW             | Henny Meijer      | 81'        |
| Coach:         |                   |            |
| Barry Hulshoff |                   |            |

1972 · 1973 · 1974 · 1975 · 1976 · 1977 · 1978 · 1979 · 1980 · 1981 · 1982 · 1983 · 1984 · 1985 · 1986 · 1987 · 1988 · 1989 · 1990 · 1991 · 1992 · 1993 · 1994 · 1995 · 1996 · 1997 · 1998 · 1999 · 2000 · 2001 · 2002 · 2003 · 2004 · 2005 · 2006 · 2007 · 2008 · 2009 · 2010 · 2011 · 2012 · 2013 · 2014 · 2015 · 2016 · 2017 · 2018 · 2019 · 2020 · 2021 · 2022 · 2023 · 2024